# BBC Radio 3

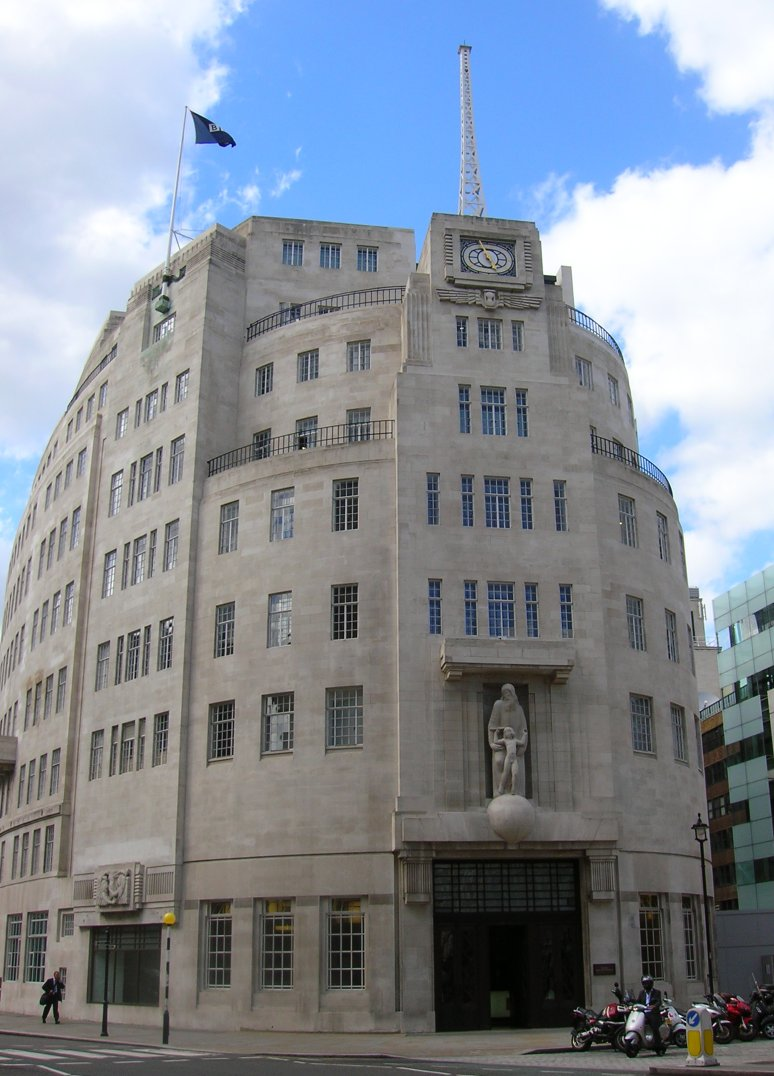
Gmach Broadcasting House w Londynie, stanowiący siedzibę stacji

BBC Radio 3 – brytyjska stacja radiowa należąca do publicznego nadawcy, BBC. Istnieje od 1967 roku, kiedy to zastąpiła działający od 1946 BBC Third Programme („Program Trzeci BBC”).
„Trójka” adresowana jest przede wszystkim do miłośników tzw. kultury wysokiej. Prezentuje głównie muzykę poważną (w tym operę), jazz i world music, a także najbardziej wysublimowane artystycznie spośród produkowanych przez BBC słuchowisk. Transmituje trzy bardzo znane w Wielkiej Brytanii festiwale muzyczne, odpowiadające jej profilowi muzycznemu: BBC Proms (muzyka poważna), Londyński Festiwal Jazzowy oraz WOMAD (world music). Na całym świecie stacji BBC Radio 3 można słuchać za pośrednictwem Internetu.

## Logo
1 września 2007 roku, BBC Radio 3 zmieniło swoje logo: z czerwonego prostokąta z białym logo BBC (pod nim napis „RADIO”, na prawo od nich cyfra 3) na czarne logo BBC (pod nim napis „RADIO”, na prawo od nich czerwone koło z cyfrą 3, górna część cyfry 3 przypomina klucz basowy).